# Округ Бајфилд (Висконсин)
Бајфилд (енгл. Bayfield County) је округ у америчкој савезној држави Висконсин.

## Демографија
По попису из 2010. године број становника је 15.014, што је 1 (0,0%) становника више него 2000. године.
| Група             | 2000.          | 2010.          |
| Белци             | 13.247 (88,2%) | 12.955 (86,3%) |
| Афроамериканци    | 20 (0,1%)      | 46 (0,3%)      |
| Азијати           | 41 (0,3%)      | 48 (0,3%)      |
| Хиспаноамериканци | 91 (0,6%)      | 158 (1,1%)     |
| Укупно            | 15.013         | 15.014         |